# KNHB Silver Cup
De KNHB Silver Cup is een bekertoernooi voor Nederlandse hockeyclubs uitkomend in de eerste klasse tot en met de vierde klasse. In het seizoen 2016/2017 werd de eerste editie georganiseerd bij de heren, een seizoen later ook bij de dames.

## Geschiedenis
In 2016 besloot de KNHB mede door de groeiende behoefte aan tot herinvoering van het bekertoernooi. Bekerhockey verdween na 1980 uit de competitieprogramma's. Midden jaren '90 probeerde de bond middels het KNHB beker-toernooi een landelijk bekertoernooi te organiseren maar dit werd geen succes en na drie seizoenen werd dit toernooi afgeschaft ten faveure van de play offs in de hoofdklasse die toen werden ingevoerd. Met ingang van het seizoen 2016/2017 organiseert de KNHB de Silver Cup voor alle clubs uitkomend in de eerste klasse tot en met de vierde klasse.

## Opzet
De scheiding in deelnemers tussen de Gold Cup en de Silver Cup is noodzakelijk vanwege de lastige speeldagenkalender (in combinatie met de internationale kalender). Er zijn zeven rondes en vanaf de eerste ronde wordt er gespeeld volgens het knock-outsysteem. De wedstrijden worden gespeeld op de vrijdagavonden. In principe worden teams uit dezelfde regio aan elkaar gekoppeld en speelt het laagst spelende team thuis, maar als beide teams op hetzelfde niveau spelen bepaalt de loting wie thuis speelt. Vanaf de kwartfinales bepaalt loting wie er thuis speelt en worden ook eventuele regio's losgelaten. Sinds seizoen 2017/2018 plaatsen de vier hoogst geëindigde teams van de Silver Cup zich voor de Gold Cup.

## Uitslagen

### Heren
| Seizoen   | Goud              | Zilver      |
| --------- | ----------------- | ----------- |
| 2016/2017 | Klein Zwitserland | MEP         |
| 2017/2018 | Naarden           | Helmond     |
| 2018/2019 | Alphen            | Zoetermeer  |
| 2021/2022 | Houten            | Eindhoven   |
| 2022/2023 | Helmond           | Rijswijk    |
| 2023/2024 | Rijswijk          | AthenA      |
| 2024/2025 | Union             | Delta Venlo |

* In 2017/2018 werd er eenmalig een wedstrijd voor de derde en vierde plaats gespeeld. Deze wedstrijd is gewonnen door Ede. In 2019/2020  en in 2020/2021 werd deze competitie gestaakt en later definitief beëindigd vanwege de uitbraak in Nederland van het coronavirus SARS-CoV-2.

### Dames
| Seizoen   | Goud      | Zilver      |
| --------- | --------- | ----------- |
| 2017/2018 | Oss       | Eindhoven   |
| 2018/2019 | EHV       | AMVJ        |
| 2021/2022 | GHBS      | Delta Venlo |
| 2022/2023 | Apeliotes | Maastricht  |
| 2023/2024 | DES       | Maastricht  |
| 2024/2025 | AthenA    | Phoenix     |

* In 2019/2020 en in 2020/2021 werd deze competitie gestaakt en later definitief beëindigd vanwege de uitbraak in Nederland van het coronavirus SARS-CoV-2.
Nederlandse competities: Hoofdklasse (zaal) · Promotieklasse · Overgangsklasse · Eerste klasse · Tweede klasse · Derde klasse · Vierde klasse · Gold Cup · Silver Cup

Nederlands kampioenschap: Lijst van Nederlandse landskampioenen hockey · Lijst van Nederlandse landskampioenen zaalhockey

Europese competities: Euro Hockey League · Europacup I · Europa Cup II · Europacup zaalhockey